# Cheshmeh Gaz
Cheshmeh Gaz (persiska: چشمه گز) är en ort i Iran.   Den ligger i provinsen Kerman, i den centrala delen av landet, 800 km sydost om huvudstaden Teheran. Cheshmeh Gaz ligger 2 158 meter över havet och antalet invånare är 328.
Terrängen runt Cheshmeh Gaz är huvudsakligen kuperad, men åt nordväst är den platt. Runt Cheshmeh Gaz är det ganska glesbefolkat, med 28 invånare per kvadratkilometer. Närmaste större samhälle är Zangīābād, 18,9 km öster om Cheshmeh Gaz. Omgivningarna runt Cheshmeh Gaz är i huvudsak ett öppet busklandskap.